# Echterspfahl
Echterspfahl ist ein Gemeindeteil der Gemeinde Weibersbrunn im unterfränkischen Landkreis Aschaffenburg in Bayern. Einziges Anwesen ist das Forsthaus Echterspfahl.

## Lage
Die Einöde ist eine Enklave der Gemeinde im gemeindefreien Gebiet Rohrbrunner Forst und liegt auf einer Waldlichtung, etwa 2 km südwestlich von Weibersbrunn. Der Echterspfahl ist ein markanter Punkt auf dem Höhenrücken der Eselshöhe im Spessart, einem deutschen Mittelgebirge. Hier kreuzt sich der in Nord-Süd-Richtung verlaufende Eselsweg, eine alte Handelsstraße, die heute als Fernwanderweg erschlossen ist, mit der alten in Ost-West-Richtung verlaufenden Poststraße von Würzburg nach Frankfurt am Main, die zur Bundesstraße 8 ausgebaut und im Jahr 2007 zur Staatsstraße 2312 herabgestuft wurde. Die Anhöhe wird auch „Jockel“ genannt.

## Geschichte
Historisch belegt ist, dass an diesem markanten Punkt zu Zeiten, als der Wald zu Kurmainz gehörte, ein Treffpunkt der Jäger und Treiber der Erzbischöfe und Kurfürsten von Mainz war. Als das Territorium 1814 an das Königreich Bayern überging, richtete die bayerische Forstbehörde hier eine Forstdienststelle ein. An dieser Stelle befand sich die Grenze des bayerischen Staatsforstes zum Waldbesitz der Nachfahren der Familie Echter, den Grafen von Ingelheim. Der bayerische Förster am Echterspfahl erhielt von seiner vorgesetzten Behörde bald die Lizenz, seine Gäste mit Speisen und Getränken zu bewirten. So entstand die heutige Ausflugsgaststätte.
Um Echterspfahl ranken sich bis heute nicht nur alte Sagen, sondern auch moderne Anekdoten. In den umliegenden Gemeinden wird das Gasthaus Echterspfahl auch als „Jockel“ bezeichnet. Dazu gibt es auch eine Sage im Buch Spessartsagen von Valentin Pfeifer unter dem Titel „Der Jockel und der Jockenmüller“.

### Herkunftssage
Der Name „Echterspfahl“ geht auf eine Sage zurück, nach der drei Brüder der Familie Echter im nicht weit entfernten Odenwald als Raubritter tätig waren. Verfolgt durch die Truppen des Kaisers Barbarossa zogen sie sich in den Spessart zurück und siedelten sich aus Sicherheitsgründen an drei verschiedenen Orten an. Von Zeit zu Zeit trafen sie sich an diesem markanten Ort zu Besprechungen und banden ihre Pferde an einem Pfahl fest, der mit drei Metallringen versehen war.

### Heraldische Auswirkung
Diese drei Ringe sollen auch der Ursprung für das Wappen der Familie Echter gewesen sein, das in einem blauen Schild einen weißen, schräglinken, in vielen Darstellungen auch schrägrechten Balken zeigt, der mit drei blauen Ringen belegt ist. Das Wappen mit den drei blauen Ringen ist heute Bestandteil des Wappens des Landkreises Aschaffenburg.
Noch heute steht wenige Meter von der Ausflugsgaststätte entfernt direkt an der Bundesstraße 8 (bzw. seit 2007 Staatsstraße 2312) ein Holzpfahl mit drei Metallringen.

## Heute
Im alten Forsthaus Echterspfahl befand sich bis 2020 eine Ausflugsgaststätte, die gern von Wanderern, Rad- und Motorradfahrern besucht wurde. Einige Kilometer entfernt liegen das Jagdschloss Luitpoldshöhe im Ortsteil Rohrbrunn und das Wasserschloss Mespelbrunn (Gemeinde Mespelbrunn).

Der „Original“-Echterspfahl
Echterspfahl mit den drei Ringen und eingeschnitztem Echterwappen
Grenzstein mit Wappen der Familie Echter in der Nähe des Echterspfahls